# Nagy Géza (zongoraművész)
Nagy Géza (Budapest, 1876. december 23. – Budapest, 1938. október 12.) magyar zongoraművész, a Zeneakadémia tanára.

## Életpályája
A budapesti Zeneakadémián Szendy Árpád, majd Berlinben Busoni tanítványa volt. 1902-től előbb a Csáktornyai, majd a kolozsvári tanítőképzőben tanított. 1906 és 1936 között a Zeneakadémia tanára volt. Több országban, ígí Németországban, Észtországban és Finnországban hangversenyezett.

## Művei
Több zongoramű szerzője (Trilla gyakorlatok, Hat zongoradarab).